# بول شاوول
بول يوسف شاوول (ولد سنة 1942) شاعر حداثي ومترجم وناقد أدبي وكاتب مسرحي لبناني. له العديد من الأعمال الإبداعية والنقدية. حاز جائزة الشاعر أبي القاسم الشابي في تونس تتويجاً لأعماله في الترجمة الشعرية وفي الشعر والمسرح.

## حياته
ولد بول شاوول في بلدة سن الفيل في الضاحية الشرقية ببيروت، لأسرة تعود جذورها إلى ضيعة «دورس» في بعلبك. وكان واحدًا من ثمانية أبناء لأب يعمل شرطيًا في الأمن العام: أربعة صبيان (أحدهم توءمه جورج) وأربع بنات، تعلم في المدرسة الابتدائية الرسمية في سن الفيل، ثم تلقى تعليمه الثانوي في مدرسة رسمية ثم في مدرسة قدموس الليلية الخاصة ببيروت قبل أن يلتحق بكلية التربية في الجامعة اللبنانية متخصصًا في اللغة العربية وآدابها.
أسس مع رفاقه أثناء دراسته الجامعية «حركة الوعي»، التي يصفها بأنها استمدت أفكارها واتجاهاتها من طبيعة التناقضات اللبنانية والعربية، ونجحت هذه الحركة في استقطاب العديد من طلاب الجامعات وبعض الثانويات حتى صارت واحدة من أهم القوى في الجامعة اللبنانية.
عمل شاوول أثناء دراسته الجامعية في ترجمة الأفلام السينمائية الغربية، كما عمل مدرسًا بمعهد الشرق في سن الفيل.

## الشاعر والمترجم
ترجم شاوول نصوصًا لأبرز المبدعين الغربين في غير عمل له، ومن ذلك في كتابه: مختارات من الشعر العالمي، إذ ضم نصوصًا لكل من: اراغون، وريتسوس، ولوركا، وفرناندو ارابال، وجاك بريفير، ورينه شار، وميشيما، وبابلو نيرودا، وهولدرلين، واخماتوفا، وبورخيس، وبول إيلوار، وطاغور، وميلوس، وصموئيل بيكيت... وغيرهم.

يقول شاوول في حوار معه: 
«ترجمت ثمانية آلاف قصيدة من الشعر الإسباني والألماني والياباني والهندي والإيطالي والصيني والفرنسي، وأنا في الحقيقة تأثرت مثلا بالشعر الياباني في كتابي "وجه يسقط ولا يصل"، وتأثرت بنفحة تراثية عربية في كتابي "كشهر طويل من العشق"».
ويضيف: «الثقافة الفرنسية جزء من ثقافتي الشعرية العالمية، وآخر كتاب ترجمته كان بعنوان مختارات من شعر بابلو نيرودا، وهو كتاب ضخم، وترجمت لوركا وهولدرلين، وريلكه، وناظم حكمت...».
أما عن تجربته الشعرية، فيقول في الحوار معه: «حاولت أن أتجاوز التصنيفات الشعرية السائدة والمدارس الشعرية التي جاءتنا من الغرب، وحاولت باستمرار أن أنقذ مفهوم الشعر من هذه الثنائية، هذا شعر وهذا لا شعر، لأن مفهوم الشعر نسبي ومفهوم النقد لا يصح أن يكون مطلقاً، فالنقد السوريالي لا يتجاوب إلا مع الشعر السوريالي، وأردت على امتداد شعري ألا تكون لدي نظرية شعرية قبل الكتابة، لكن بعدها إذا أسمينا ذلك نظرية، ولذلك لا يوجد لدي كتاب يشبه الآخر».

## عمله الصحافي
عمل شاوول بعد تخرجه في الصحافة الأدبية في جريدتي النهار العربي والنهار الدولي، ثم صار مسؤولًا عن القسم الثقافي في مجلة المستقبل (1977 ـ 1979) وفي مجلة الموقف العربي (حتى سنة 1992)، ثم مديرًا للقسم الثقافي في جريدة السفير.

## كتاباته للسينما والمسرح
كتب شاوول للسينما حوار فيلم «بيروت يا بيروت» لمارون بغدادي، وسيناريو المسلسل التلفزيوني «الخيانة» (إخراج سمير نصري)، كما اقتبس للمسرح «مذكرات مجنون» لغوغول.

## من مؤلفاته

### مجموعات شعرية - نصوص
- أيها الطاعن في الموت - دار النهار - بيروت (1974)[10]
- بوصلة الدم - دار النهار - بيروت (1977)[11]
- وجه لا يسقط ولا يصل - دار النهار - بيروت (1981)[12]
- الهواء الشاغر - المؤسسة العربية - بيروت (1985) [13]
- موت نرسيس - دار الحداثة - بيروت (1990)[14]
- أوراق الغائب - دار الجديد - بيروت (1992) [15]
- كشهر طويل من العشق - دار الريس - بيروت (2001)[16]
- نفاد الأحوال - دار النهار - بيروت [17]
- منديل عطيل: نصوص - دار رياض الريس - بيروت (2002) [18]
- عندما كانت الأرض صلبة: نصوص - دار رياض الريس - بيروت (2002) [19]
- أدونيس يستبيح بيروت (2003)[20]
- بلا أثر يذكر - دار النهضة - بيروت (2009)[21]

### مسرحيات
- المتمردة (1975)
- الحلبة
- ميتة تذكارية - دار النضال - بيروت (1984)[22]
- قناص يا قناص (1985)
- الساعة خمسي (1985)
- الزائر (1995) - طبعة 2: 2004 [23]

### دراسات
- علامات من الثقافة المغربية الحديثة - المؤسسة العربية - بيروت (1979)[24]
- المسرح العربي الحديث - دار رياض الريس - بيروت (1989)[25]

### ترجمة
- الشعر الفرنسي الحديث (نقد وترجمة، 1980)[26]
- مختارات من الشعر العالمي - دار الحداثة - بيروت (1990)[8][27]
- في انتظار غودو (1990)[28]
- نهاية اللعبة (1992)

## حياته الخاصة
ظل بول شاوول أعزب، لم يتزوج قط، غير أنه أقر بتعدد علاقاته خارج إطار الزواج.

## وصلات خارجية
- مقالات بول شاوول بجريدة النهار